# Église grecque-catholique ruthène
Pour les articles homonymes, voir Église ruthène.
L'Église grecque-catholique ruthène (également appelée Église gréco-catholique ruthène) est une Église catholique orientale non unifiée.
Les Ruthènes des Carpates ou Rusyns se trouvent, du fait des déplacements de frontières, répartis, en Europe, dans quatre pays, Ukraine, Slovaquie, Hongrie, Tchéquie et en diaspora.
La majeure partie des fidèles de l'Église grecque-catholique ruthène ayant émigré depuis leur région d'origine en Ruthénie subcarpatique se trouve aux États-Unis, dans la région de Pittsburgh.
Depuis 1969, l'Église catholique byzantine est une église métropolitaine de droit propre et son chef porte, depuis 1977, le titre d'« archevêque métropolitain de Pittsburgh des Byzantins », avec résidence à Pittsburgh en Pennsylvanie (titulaire actuel : Mgr William Skurla).
Un évêque réside en Ukraine avec le titre d'« évêque de Moukatchevo des Ruthènes », avec résidence à Oujhorod en Transcarpathie / Ruthénie subcarpatique (Ukraine) (titulaire actuel : Mgr Nil Lushchak (administrateur apostolique), depuis le 20 juillet 2020.
Les ruthènes de Slovaquie font partie aujourd'hui de l'Église grecque-catholique slovaque.
Les ruthènes de République tchèque sont depuis 1993 au sein d'un exarchat apostolique de l'Église grecque-catholique tchèque.
Les ruthènes de Hongrie, principalement dans l'Éparchie de Miskolc, font partie aujourd'hui de l'Église grecque-catholique hongroise.

## Histoire
- 1646 Union d'Oujhorod. Décision de 63 prêtres orthodoxes de Ruthénie subcarpatique de se placer sous la juridiction de Rome. La Ruthénie subcarpatique faisait alors partie du royaume de Hongrie.
- 19 septembre 1771 Érection de l’éparchie de Moukatchevo des Ruthènes.
- 1918 La Ruthénie subcarpatique est intégrée à la Tchéchoslovaquie.
- 1924 Érection de l’exarchat apostolique des États-Unis connu sous le nom d'Église catholique byzantine
- 1939 La Ruthénie subcarpatique revient à la Hongrie.
- 1947 La Ruthénie subcarpatique est partagée entre l'URSS (Ukraine) et la Tchéchoslovaquie (Slovaquie).
- 1947 Interdiction de l'Église grecque-catholique ruthène et persécution du clergé et des fidèles.
- 1969 Autorisation de l'Église en Tchéchoslovaquie (Slovaquie).
- 1969 Érection de l'archevêché métropolitain de Muhall.
- 1989 Autorisation de l'Église en Ukraine.
- 1993 Érection de l'exarchat apostolique des Ruthènes en République tchèque.

## Organisation
Elle comprend onze éparchies, dont quatre aux États-Unis, six en Europe et une au Canada :
- deux Églises sui iuris de statut métropolitain :
  - l’Église catholique byzantine de la métropole de Pittsburgh :
    - l’archéparchie de Pittsburgh Pennsylvanie (établie en 1924) : 59 000 fidèles ;
    - l’éparchie de Parma (Ohio) (1969) : 8 800 fidèles ;
    - l’éparchie de Passaic (New Jersey (1963) : 17 700 fidèles ;
    - l’éparchie de Phoenix (Arizona) (fondée en 1981 à Van Nuys en Californie, transférée en 2010 à Phoenix) : 2 600 fidèles ;
    - l'Exarchat apostolique des saints Cyrille et Méthode de Toronto des Slovaques.

- - l’Église grecque-catholique slovaque de la métropole de Prešov :
    - l’archéparchie de Prešov[2] ;
    - l’éparchie de Bratislava ;
    - l’éparchie de Košice ;
- deux éparchies rattachées à une autre Église :
  - l’éparchie de Miskolc au sein de Église grecque-catholique hongroise ;
  - l’éparchie de Ruski Krstur au sein de Église grecque-catholique croate ;
- trois éparchies directement dépendantes du Saint-Siège :
  - l’éparchie de Moukatchevo en Ukraine (1771) : 380 000 fidèles ;
  - l’exarchat apostolique en République tchèque (1996) : 178 000 fidèles[1] ;

## Saints
- Bienheureux Théodore Romzha, évêque et martyr